# Craspedolobium schochii
Craspedolobium schochii es una especie  de planta perenne arbustiva y trepadora perteneciente a la familia Fabaceae. Es originaria de Birmania y China en Guizhou, Sichuan y Yunnan.

## Taxonomía
Craspedolobium schochii fue descrita por Hermann Harms y publicado en Repertorium Specierum Novarum Regni Vegetabilis 17(481–485): 135. 1921